# Uroleucon chani
Uroleucon chani är en insektsart som beskrevs av Robinson 1985. Uroleucon chani ingår i släktet Uroleucon och familjen långrörsbladlöss. Inga underarter finns listade i Catalogue of Life.